# Chlebowice
Chlebowice est une localité polonaise de la gmina de Głowno, située dans le powiat de Zgierz en voïvodie de Łódź.